# Jan Kazimierz Olpiński
Jan Kazimierz Olpiński (ur. 9 czerwca 1875 we Lwowie, zm. 15 września 1936 tamże) – polski malarz.

## Życiorys
Po ukończeniu lwowskiego gimnazjum w 1893 wyjechał do Monachium, gdzie rozpoczął studia na Akademii Sztuk Pięknych pod kierunkiem  Karla Rauppa i Karla Marra. Za wybitne osiągnięcia w szkicowaniu głów i aktów dwa razy otrzymał wyróżnienie, a w 1896 stypendium od Fundacji im. Księcia Franciszka Józefa, które umożliwiło mu po ukończeniu studiów w 1897 wyjazd do Paryża. Studiował tam na École nationale supérieure des beaux-arts w pracowniach René-Xavier Prineta, Jamesa McNeilla Whistlera i Raphaëla Collina, za dobrą naukę otrzymał srebrny medal i wyróżnienie. Równolegle był studentem Académie Colarossi, gdzie w 1898 wyróżniono go dyplomem. W tym samym roku debiutował na Wystawie światowej, a następnie wystawiał w Salonie Jesiennym. W 1899 podróżował artystycznie do Włoch i Kurlandii (Łotwa), rok później ukończył studia i przeniósł się do Wiednia, gdzie przez pięć lat był uczniem Kazimierza Pochwalskiego w Akademie der bildenden Künste. Za osiągnięcia w nauce otrzymał złoty medal Cesarskiej Nagrody Honorowej (Kaiserpreis), a podczas wystawy akademickiej w 1901 wyróżniono jego tryptyk "Samotna" przyznając nagrodę II stopnia. W 1905 ukończył naukę i powrócił do Lwowa. Wkrótce zamieszkał w Krośnie, gdzie został nauczycielem rysunku w gimnazjum, w 1908 przeniósł się do Krakowa, a rok później do Żywca, gdzie mieszkał i pracował do 1920. W następnym roku powrócił do Lwowa gdzie otrzymał etat w Państwowej Szkole Przemysłowej na Wydziale Artystycznym, a od 1930 równolegle na Wydziale ogólnym Politechniki Lwowskiej. Był również członkiem Zarządu Syndykatu Artystów Ziem Południowo-Wschodnich. 
Zmarł 15 września 1936, spoczywa na Cmentarzu Łyczakowskim we Lwowie.
Poślubił Zofię Kwapniewską, jego synem był Jan Olpiński (1910–1976), architekt.

## Twórczość
Stosując technikę olejną lub akwarelę tworzył pejzaże okolic w których mieszkał, były to widoki Beskidów, Podola, Żywiecczyzny oraz sceny rodzajowe przedstawiające życie miejscowych chłopów. Rzadziej malował portrety, a po 1914 sceny z życia Legionów Polskich. 
Uczestniczył w wielu wystawach zbiorowych, także w wystawach Związku Artystów Plastyków, do którego należał. Cztery razy wystawiał swoje prace w krakowskim Towarzystwie Przyjaciół Sztuk Pięknych, dwa razy w Towarzystwie Zachęty Sztuk Pięknych w Warszawie oraz na Powszechniej Wystawie Krajowej w Poznaniu w 1929. 
Obrazy Jana Kazimierza Olpińskiego znajdują się w zbiorach Muzeów Narodowych w Krakowie, Warszawie, Poznaniu i Szczecinie, a także w kolekcjach muzeum w Żywcu, Jarosławiu i w lwowskiej Galerii Obrazów.